# 浅井山公園

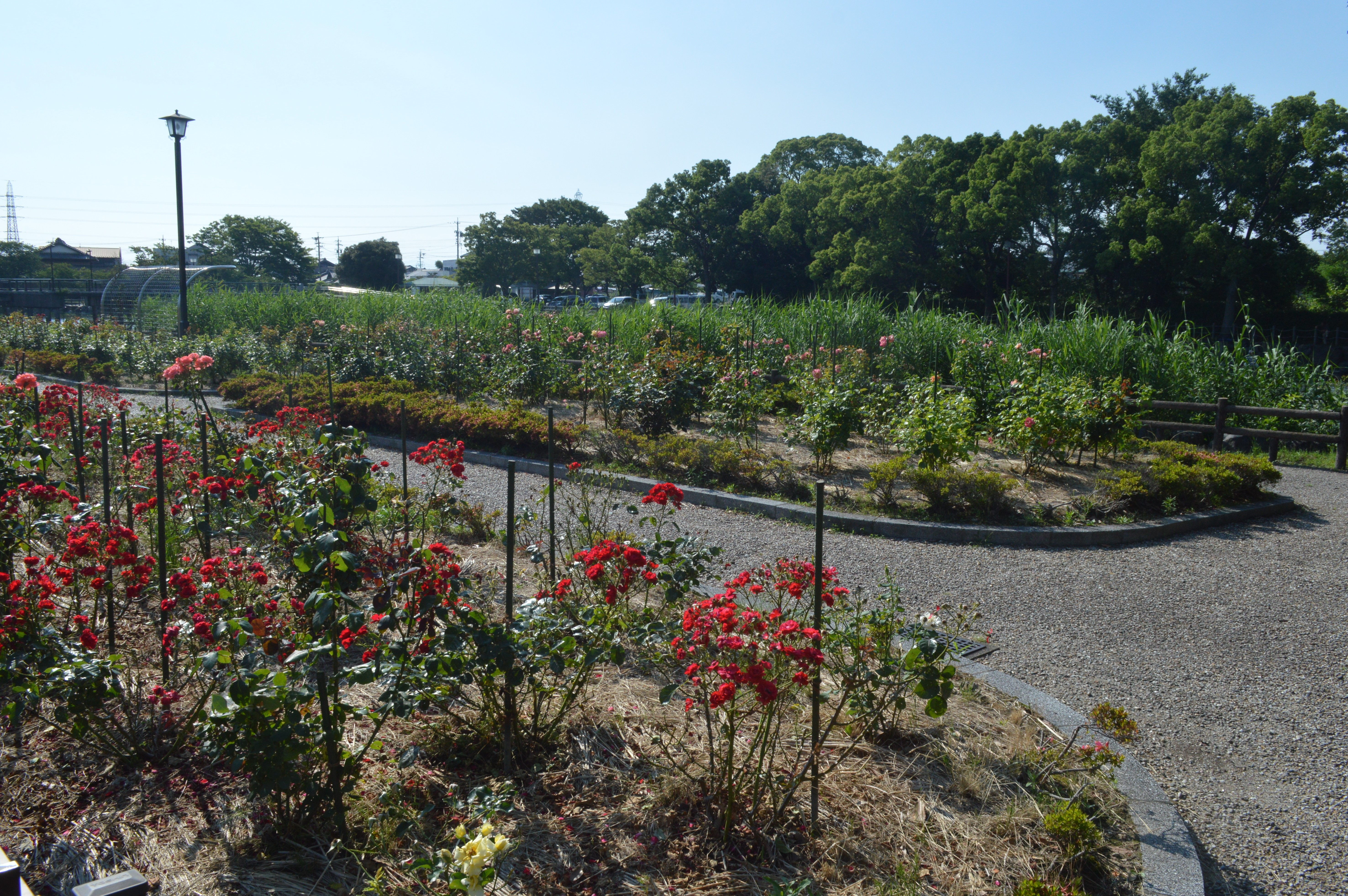
バラ園

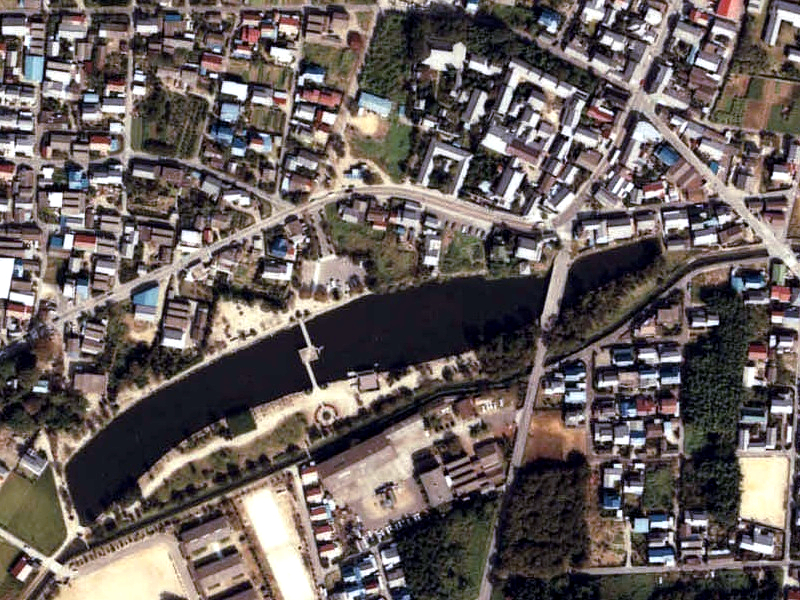
国土画像情報（カラー空中写真）国土交通省1982年（昭和57年）度撮影
上空から見た浅井山公園の温故井池。南に流れているのは日光川である。

浅井山公園（あざいやまこうえん）とは、愛知県一宮市にある一宮市立の都市公園である。一宮市が管理する。

## 特色
温古井池（かつての木曽川の支流跡の河跡湖）を中心にした公園であり、広さは3.56ヘクタールである。池の北側にアスレチックジム、砂場があり、南側は噴水、バラ園、緑地がある。池のまわりにはサクラが植えられている。
温古井池では釣りをすることが可能。また、アヒルなどが放し飼いにされている。過去には貸しボートも行われていたが、1990年代前半に廃止された。水の出入りが少ない池のため、水質の悪化が進んでいたが、1998年（平成10年）より水質浄化や水生動物の生息場所として、岸や人工の浮島に水生植物を植えたビオトープが整備された。

## 歴史
温古井池は、平安時代尾張三名泉の一つである「浅井の温故井」に由来する。温故井は浅井神社（温古井池の北にある）付近にあったという。温古井池は、尾張藩が所有していた池であった。1811年（文化8年）、尾張藩主徳川斉朝が落馬で負傷したさい、御殿医の森林平（浅井万金膏の製造・販売者）の治療で完治する。そのお礼として温古井池が与えられ、以降、森氏の庭園となるが、太平洋戦争の影響で手入れが行き届かず、荒れ果ててしまったという。
1962年（昭和37年）、森氏は温古井池を一宮市に寄贈する。市は公園として整備し、1965年（昭和40年）に開園する。

## 交通

### 公共交通機関
- 名鉄バス一宮宮田線「浅井」「西浅井」バス停下車。
  - 名鉄名古屋本線・尾西線 名鉄一宮駅、JR東海道本線 尾張一宮駅下車、名鉄一宮駅バスターミナル3番のりばより「宮田本郷」行きに乗車。西浅井経由・丹羽経由のどちらの系統でも辿り着ける。

### 自動車
- 愛知県道151号一宮各務原線・西浅井交差点、東へ100mに無料駐車場（15台）がある。

## 開園時間
- 3月～10月：5:30～19:00
- 11月～2月：6:00～19:00